# Extriplex
Extriplex es un género de plantas herbáceas perteneciente a la familia Amaranthaceae. Anteriormente se había colocado como sinónimo de Atriplex, así como también algunas especies dentro de este.

## Taxonomía
El género fue descrito por Elizabeth H. Zacharias y publicado en Systematic Botany 35(4): 850–851, en 2010.

## Especies
Comprende 2 especies aceptadas:
- Extriplex californica (Moq.) E.H.Zacharias, 2010
- Extriplex joaquinana (A.Nelson) E.H.Zacharias, 2010